# Juillet 1224

## Événements
- 4 juillet : accord de Dannenberg (bataille de Mölln) ;
- 15 juillet : début du siège de La Rochelle ;
- 19 juillet : pose de la première pierre de la nouvelle cathédrale d'Elgin.

## Décès
- 1er juillet : Hōjō Yoshitoki (北条 義時), deuxième shikken du shogunat de Kamakura ;
- 24 juillet : Christine l'Admirable (ou Christina Mirabilis), sainte belge.